# 杭州奥体中心体育场
杭州奥体中心体育场（俗称大莲花），是位于杭州奥体博览城的一座大型体育场，于2019年启用。它是2022年杭州亚运会主体育场，作为开幕式、闭幕式及田径比赛场地。

## 简介
建筑面积22.9万平米（其中地下建筑面积6.1万平米）。有80800座观众席分成上中下三层，看台在北面断开，目的是方便场内散热和观众观看钱塘江风景。外表设计概念吸取了丝绸纹理和动态钱塘江水的理念，外面是钢结构的28片大花瓣和27片小花瓣。2013年11月28日，钢结构正式合龙。
首层和地下一层设体育竞赛用房、杭州非物质文化遗产保护中心、杭州群众文化活动中心和中国印学博物馆新馆。二层设有环形平台，并与网球中心二层平台连接。可举办国际性田径与足球比赛。体育场将免费向市民开放。
- 建设中的体育场，2012年10月
- 建设中的体育场，2013年9月
- 建设中的体育场，2015年9月
- 体育场外观，2019年9月
- 体育场内部，2019年9月

## 主要活动

### 亚运会
- 2022年杭州亚运会：开幕式、闭幕式、田径比赛
- 2022年杭州亚残运会：开幕式、闭幕式

### 音乐演出
| 日期                      | 歌手     | 演出名称                            | 场数 |
| ------------------------- | -------- | ----------------------------------- | ---- |
| 2019年8月11日             | 王力宏   | “龙的传人2060”世界巡回演唱会        | 1    |
| 2021年12月31日            | 群星     | 浙江卫视想把我唱给你听2022跨年晚会  | 1    |
| 2023年4月28日             | 张信哲   | “未來式2.0”世界巡迴演唱會           | 1    |
| 2023年11月25日            | 李荣浩   | “纵横四海”世界巡回演唱会            | 1    |
| 2023年12月2日             | 张韶涵   | 寓言世界巡回演唱会                  | 1    |
| 2024年3月16日-17日        | 林俊杰   | JJ20世界巡回演唱会                  | 2    |
| 2024年4月6日-7日          | 薛之谦   | 天外来物世界巡回演唱会              | 2    |
| 2024年4月18日-21日        | 周杰伦   | 嘉年华世界巡回演唱会                | 4    |
| 2024年5月2日-4日          | 张杰     | “未·LIVE - 开往1982”巡回演唱会      | 3    |
| 2024年5月18日-19日        | 蔡依林   | Ugly Beauty世界巡回演唱会           | 2    |
| 2024年8月10日             | 许嵩     | “呼吸之野”巡回演唱会                | 1    |
| 2024年8月23日-24日        | 周深     | 2024周深9.29Hz巡回演唱会            | 2    |
| 2024年9月7日              | 莫文蔚   | 大秀一场演唱会                      | 1    |
| 2024年9月21日             | 李荣浩   | “纵横四海·龙年”巡回演唱会           | 1    |
| 2024年10月12日-13日       | 汪苏泷   | “十万伏特”巡回演唱会                | 2    |
| 2024年10月26日            | 华晨宇   | “火星”巡回演唱会                    | 1    |
| 2024年11月15日-17日       | 邓紫棋   | “I AM GLORIA”巡回演唱会             | 3    |
| 2024年11月30日-12月1日    | 凤凰传奇 | “吉祥如意”2024巡回演唱会            | 2    |
| 2024年12月14日-15日       | 张信哲   | “未來式终极版”世界巡迴演唱會        | 2    |
| 2025年5月23-25日、27-28日 | 五月天   | 回到那一天巡迴演唱會                | 5    |
| 2025年7月12日             | 王源     | 宇宙超級無敵大狂歡巡迴演唱會        | 1    |
| 2025年7月25-27日          | 许嵩     | “呼吸之野”巡回演唱会                | 3    |
| 2025年8月9-10日           | 謝霆鋒   | Evolution Nic Live 謝霆鋒進化演唱會 | 2    |
| 2025年8月30-31日          | 陶喆     | Soul Power II 世界巡迴演唱會        | 2    |
| 2025年9月13日             | 黎明     | 2025黎明巡回演唱會杭州站            | 1    |